# Antonio Jiménez Sistachs
Toni, właśc. Antonio Jiménez Sistachs (ur. 12 października 1970 w La Garriga) – piłkarz hiszpański grający na pozycji bramkarza. W swojej karierze 3 razy wystąpił w reprezentacji Hiszpanii.

## Kariera klubowa
Karierę piłkarską Toni rozpoczął w klubie Olímpic Garriga. Następnie w latach 1988–1989 grał w EC Granollers, a w 1989 roku został zawodnikiem trzeciego zespołu Barcelony. W 1990 roku przeszedł do drugoligowego UE Figueres, w którym wywalczył miejsce w podstawowym składzie. W 1992 roku został zawodnikiem Rayo Vallecano. 12 września 1992 zadebiutował w Primera División w wygranym 2:1 domowym spotkaniu z CD Logroñés. W Rayo występował na przemian z Nigeryjczykiem Wilfredem Agbonavbare.
Latem 1993 roku Toni przeszedł z Rayo do Espanyolu Barcelona, w którym przez kolejne lata był pierwszym bramkarzem. W sezonie 1993/1994 Espanyol awansował z Segunda do Primera División, a Toni otrzymał Trofeo Zamora dla najlepszego bramkarza drugiej ligi. W sezonie 1997/1998 ponownie został laureatem tej nagrody, tym razem w rozgrywkach Primera División.
W 1999 roku Toni odszedł z Espanyolu i został piłkarzem Atlético Madryt. W nim zadebiutował 21 sierpnia 1999 w przegranym 0:2 domowym meczu z Rayo Vallecano. Do 6. kolejki był podstawowym bramkarzem Atlético, a następnie stracił je na rzecz José Francisco Moliny. W 2000 roku spadł z Atlético do Segunda División i w drugiej lidze z tym klubem grał jeszcze przez 2 lata.
W 2002 roku Toni został zawodnikiem Elche CF. Po pół roku gry w Elche wrócił do Espanyolu. Grał tam przez 2 lata naprzemiennie z Gorką Iraizozem i Erwinem Lemmensem. W 2004 roku zakończył karierę.
| Sezon   | Klub            | Kraj      | Rozgrywki        | Mecze | Bramki |
| ------- | --------------- | --------- | ---------------- | ----- | ------ |
| 1988/89 | EC Granollers   | Hiszpania | Liga Regional    | ?     | 0      |
| 1989/90 | FC Barcelona C  | Hiszpania | Tercera División | ?     | 0      |
| 1990/91 | UE Figueres     | Hiszpania | Segunda División | 1     | 0      |
| 1991/92 | UE Figueres     | Hiszpania | Segunda División | 38    | 0      |
| 1992/93 | Rayo Vallecano  | Hiszpania | Primera División | 13    | 0      |
| 1993/94 | RCD Espanyol    | Hiszpania | Segunda División | 38    | 0      |
| 1994/95 | RCD Espanyol    | Hiszpania | Primera División | 38    | 0      |
| 1995/96 | RCD Espanyol    | Hiszpania | Primera División | 40    | 0      |
| 1996/97 | RCD Espanyol    | Hiszpania | Primera División | 34    | 0      |
| 1997/98 | RCD Espanyol    | Hiszpania | Primera División | 37    | 0      |
| 1998/99 | RCD Espanyol    | Hiszpania | Primera División | 38    | 0      |
| 1999/00 | Atlético Madryt | Hiszpania | Primera División | 7     | 0      |
| 2000/01 | Atlético Madryt | Hiszpania | Segunda División | 30    | 0      |
| 2001/02 | Atlético Madryt | Hiszpania | Segunda División | 6     | 0      |
| 2002/03 | Elche CF        | Hiszpania | Segunda División | 18    | 0      |
| 2002/03 | RCD Espanyol    | Hiszpania | Primera División | 20    | 0      |
| 2003/04 | RCD Espanyol    | Hiszpania | Primera División | 9     | 0      |

## Kariera reprezentacyjna
W reprezentacji Hiszpanii Toni zadebiutował 18 listopada 1998 roku w zremisowanym 2:2 towarzyskim spotkaniu z Włochami. Od 1998 do 1999 roku rozegrał w kadrze narodowej 3 mecze, w tym 2 w eliminacjach do ME 2000. W swojej karierze występował też w reprezentacji U-21 i U-23, z którą w 1992 roku wywalczył złoty medal Igrzysk Olimpijskich w Barcelonie.
| Mecze i gole w reprezentacji | Mecze i gole w reprezentacji | Mecze i gole w reprezentacji | Mecze i gole w reprezentacji | Mecze i gole w reprezentacji | Mecze i gole w reprezentacji | Mecze i gole w reprezentacji |
| #                            | Data                         | Stadion                      | Rywal                        | Wynik                        | Gol                          | Rozgrywki                    |
| 1998                         | 1998                         | 1998                         | 1998                         | 1998                         | 1998                         | 1998                         |
| ---------------------------- | ---------------------------- | ---------------------------- | ---------------------------- | ---------------------------- | ---------------------------- | ---------------------------- |
| 1.                           | 18.11.1998                   | Salerno, Włochy              | Włochy                       | 2:2                          | 0                            | towarzyski                   |
| 1999                         |                              |                              |                              |                              |                              |                              |
| 2.                           | 08.09.1999                   | Badajoz, Hiszpania           | Cypr                         | 8:0                          | 0                            | el. ME 2000                  |
| 3.                           | 10.10.1999                   | Albacete, Hiszpania          | Izrael                       | 3:0                          | 0                            | el. ME 2000                  |

## Sukcesy
- Segunda División (1)

Espanyol: 1993/1994
- Trofeo Zamora (2)

Segunda División: 1993/1994, Primera División: 1997/1998
- Złoty Medal Igrzysk Olimpijskich (1)

Hiszpania U-23: 1992